# RFU Championship 1987-88
La RFU Championship 1987-88 fue la primera edición del torneo de segunda división de rugby de Inglaterra.

## Sistema de disputa
Los equipos se enfrentaran todos contra todos en una sola ronda, totalizando 11 partidos en la fase regular.[cita requerida]

## Clasificación
| Pos. | Equipo              | Encuentros | Encuentros | Encuentros | Encuentros | Tantos | Tantos | Tantos | Puntos |
| Pos. | Equipo              | PJ         | PG         | PE         | PP         | F      | C      | Dif    | Puntos |
| ---- | ------------------- | ---------- | ---------- | ---------- | ---------- | ------ | ------ | ------ | ------ |
| 1    | Rosslyn Park FC     | 11         | 8          | 2          | 1          | 155    | 83     | 72     | 37     |
| 2    | Liverpool St Helens | 11         | 8          | 1          | 2          | 154    | 97     | 57     | 36     |
| 3    | Saracens            | 11         | 7          | 2          | 2          | 228    | 86     | 142    | 34     |
| 4    | Headingley          | 11         | 6          | 2          | 3          | 202    | 164    | 38     | 31     |
| 5    | Bedford             | 11         | 6          | 2          | 3          | 152    | 139    | 13     | 31     |
| 6    | Richmond FC         | 11         | 6          | 0          | 5          | 140    | 156    | –16    | 29     |
| 7    | London Scottish     | 11         | 4          | 1          | 6          | 141    | 158    | –17    | 24     |
| 8    | London Irish        | 11         | 4          | 1          | 6          | 120    | 177    | –57    | 24     |
| 9    | London Welsh        | 11         | 3          | 2          | 6          | 153    | 185    | –32    | 22     |
| 10   | Gosforth RFC        | 10         | 2          | 1          | 7          | 99     | 129    | –30    | 17     |
| 11   | Blackheath FC       | 11         | 2          | 0          | 9          | 102    | 187    | –85    | 17     |
| 12   | Northampton         | 10         | 1          | 0          | 9          | 81     | 226    | –145   | 13     |

|  | Campeón. |

| Bandera de Inglaterra |
| Campeón Rosslyn Park  |
| Primer título         |